# Абаев, Василий Иванович
Васи́лий Ива́нович (Васо) Аба́ев (осет. Абайты Уанкъайы (Иваны) фырт Васо; 2 (15) декабря 1900, селение Коби, Тифлисская губерния — 18 марта 2001, Москва) — советский и российский учёный-филолог, языковед-иранист, краевед и этимолог, педагог, профессор.
Доктор филологических наук (1962). Действительный член Королевского азиатского общества Великобритании и Ирландии (1966). Член-корреспондент Финно-Угорского общества в Хельсинки (1973). Заслуженный деятель науки РСФСР. Заслуженный деятель науки Грузинской ССР (1981). Лауреат Государственной премии СССР (1981). Первый лауреат Государственной премии им. К. Л. Хетагурова Северной Осетии (1964).
Его труды по осетинской и иранской этимологии, осетинскому фольклору, иранистике, общему языкознанию являются бесценным вкладом в отечественную культуру и филологию; автор ряда литературоведческих работ, посвящённых поэме Шота Руставели «Витязь в тигровой шкуре».

## Биография
Родился в селе Коби Тифлисской губернии. Окончил факультет общественных наук Ленинградского университета (1925). Работал в Кавказском историко-археологическом институте АН СССР (1928—30), с 1930 — в Яфетическом институте (позднее преобразованном в Институт языка и мышления им. Марра), с 1950 — в Институте языкознания АН СССР в Москве. Ранние работы под сильным влиянием идей Н. Я. Марра; впоследствии переходит на позиции традиционного сравнительно-исторического языкознания.
В годы Великой Отечественной войны Абаев работал в Северо-Осетинском НИИ (ныне Северо-Осетинский институт гуманитарных и социальных исследований, СОИГСИ) и Юго-Осетинском НИИ, а с 1944 года заведовал также кафедрой Северо-Осетинского педагогического института (ныне Северо-Осетинский государственный университет).
Опубликовал исследования «Нартовский эпос» (1945), «Осетинский язык и фольклор» (1949). Одна из главных работ В. И. Абаева — фундаментальный «Историко-этимологический словарь осетинского языка» в 5 томах (1958—90); в нём прослеживается этимология и история осетинских слов и внешние связи осетинского языка с индоевропейскими и неиндоевропейскими языками.
Публиковал также теоретические исследования по общим проблемам языка и методологии лингвистики («Язык как идеология и язык как техника» (1934), «Понятие идеосемантики» (1948), «Скифоевропейские изоглоссы» (1965)). В ранних работах 1930-х гг. во многом в духе Марра предложил разграничивать два аспекта языка: «технику» и «идеологию». В статье 1964 года с позиций традиционной филологии выступил с резкой критикой зарубежного и отечественного структурализма, повторив стандартные для советского идеологического дискурса тех лет обвинения структуралистов в «дегуманизации» лингвистики (имеется полемический ответ П. С. Кузнецова на эту статью).
Умер 18 марта 2001 года в Москве. Похоронен в некрополе при Храме Рождества Пресвятой Богородицы во Владикавказе.

## Память
- В Москве на доме № 21 по Новопесчаной улице, где жил В. И. Абаев, 18 мая 2013 года была установлена мемориальная доска памяти учёного[9].
- Во Владикавказе над могилой учёного во дворе Храма Рождества Пресвятой Богородицы установлен памятник В. И. Абаеву[10].
- Во Владикавказе есть улица Васо Абаева (в 1995 году это новое название получила бывшая улица 1905 года)[11].
- В городе Дигора также названа улица в честь Василия Абаева.
- В районном центре Пригородного района селе Октябрьское названа одна из центральных улиц.
- В столице Южной Осетии Цхинвале также есть улица Васо Абаева. Она соединяет проспект Алана Джиоева и улицу; длина её составляет 275 м[12].
- В Цхинвале 8 декабря 2000 года был установлен памятник Васо Абаеву работы скульптора Николая Дзукаева. Во время боёв за Цхинвал в августе 2008 года грузинские автоматчики отстрелили у скульптуры голову; год спустя памятник восстановили[13][14][15].
- В Цхинвале в 2000 году был открыт мемориальный дом-музей Васо Абаева. Во время обстрела Цхинвала грузинскими войсками 8—9 августа 2008 года дом-музей был полностью уничтожен[13]. В 2014 году велось строительство нового здания музея[16].
- В 2002 году имя В. И. Абаева присвоено Северо-Осетинскому институту гуманитарных и социальных исследований ВНЦ РАН[17]
- Во Владикавказе действует Центр скифо-аланских исследований имени В. И. Абаева.

## Основные работы
Книги
- Осетинский язык и фольклор. Т. 1. М. — Л., 1949;
- Грамматический очерк осетинского языка. Орджоникидзе, 1959;
- Скифо-европейские изоглоссы. М., 1965;
- Избранные труды. Религия, фольклор, литература. Владикавказ, 1990;
- Статьи по теории и истории языкознания. — М.: Наука, 2006.

Статьи
- Язык как идеология и язык как техника. // Язык и мышление. М. — Л., 1934;
- Об историзме в описательном языкознании // О соотношении синхронного анализа и исторического изучения языков. М., 1960;
- Лингвистический модернизм как дегуманизация науки о языке // Вопросы языкознания. 1965. № 3;
- Общегуманитарные аспекты теоретического языкознания // Известия АН СССР. Серия литературы и языка. 1973. Т. XXXII, вып. 6.

## Награды
- Орден «За заслуги перед Отечеством» III степени (20 декабря 2000) — за большой вклад в развитие отечественной науки, подготовку высококвалифицированных кадров и в связи со 100-летием со дня рождения[18][19]
- Орден «За заслуги перед Отечеством» IV степени (7 декабря 1995) — за заслуги перед государством, успехи, достигнутые в труде[20]
- Орден Трудового Красного Знамени
- Дважды лауреат премии им. К. Хетагурова
- Заслуженный деятель науки Грузинской ССР и Северо-Осетинской АССР